# Азартні ігри у Великій Британії
Азартні ігри у Великій Британії — сфера британської економіки, що є легальною й контролюється державою.

## Опис
Азартні ігри протягом століть були головним видом розваг у Британії. Кінні перегони були основним видом ставок протягом трьох століть.
Найперші кінні перегони проводили в Честері 1539 року. Король Карл II був завзятим спортсменом, котрий доклав зусиль до популяризації перегонів, він сам був жокеєм 1671 року. Іподром Аскот було створено 1711 року під патронатом королеви Анни. До 1750 року було створено Жокейський клуб для контролю над перегонами.
1780 року було започатковано Епсомське дербі. Залізниці сприяли швидкому розвитку цього спорту, полегшуючи перевезення коней та проїзд вболівальників. Азартні ігри в Британії здавно жорстко регламентовані державою.

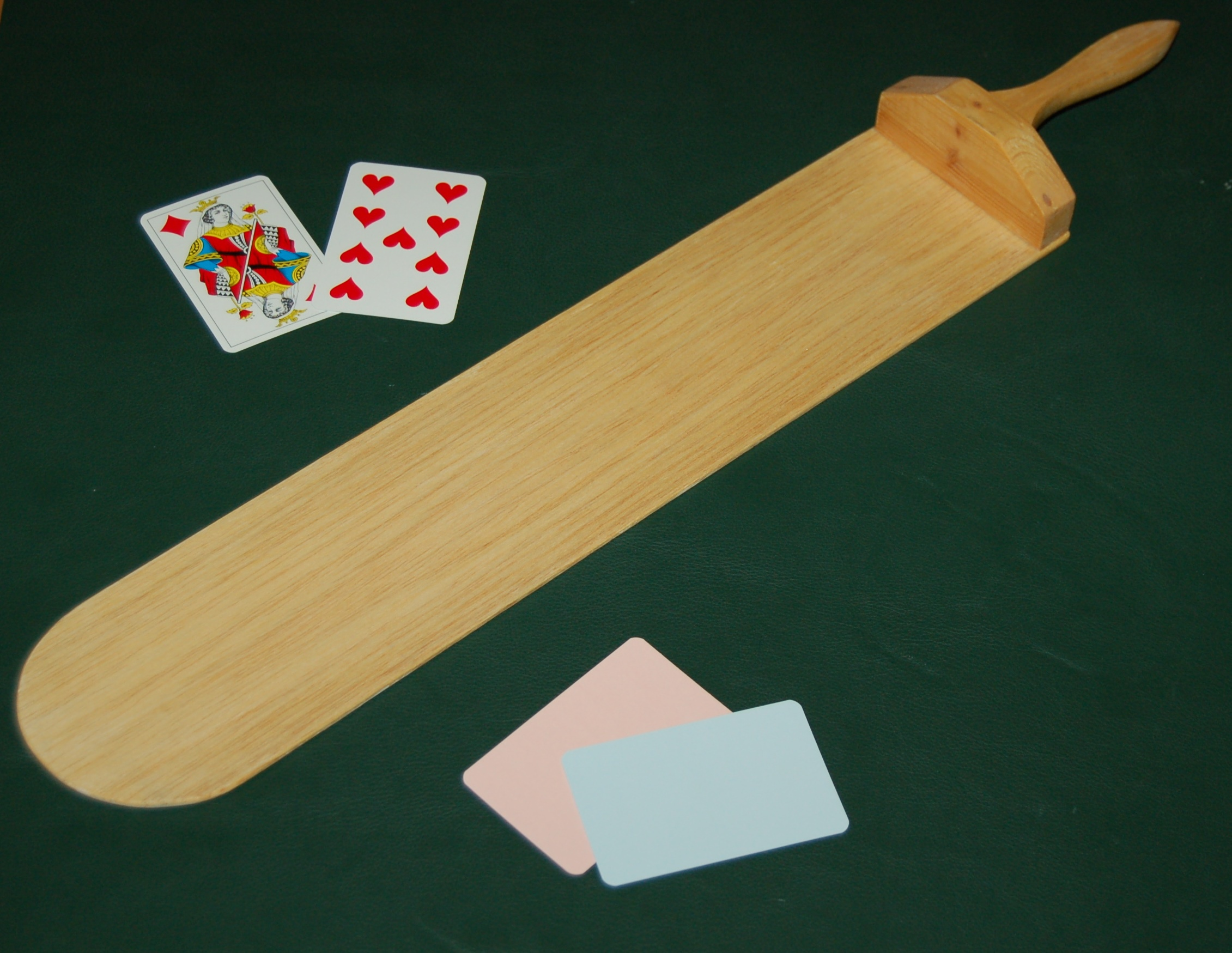
Гра в бакару

Гра Хоузі (або «британське бінго») стала популярною у збройних силах під час Другої світової війни. Закон про ставки та ігри 1960 року дозволив створювати комерційні зали для гри в бінго за умови, що вони працювали як клуби, куди доступ мали лише його члени, що повинні були платити членські внески.
Казино працювали схожим чином, всі вони мали отримати ліцензії Ігрового комітету Британії. Кількість ігрових автоматів в казино була обмежена десятьма. Казино-клуб Port Talbot в Уельсі вважається першим легальним казино Британії, його було створено 1961 році азартним магнатом Джорджем Альфредом Джеймсом. У 1960-х роках Джеймс відкрив кілька кабаре та інших закладів, серед яких казино «Чарлі Честер» і «Золота підкова» в Лондоні, а також казино «Кінгсвей» і «Гранд» в Саутпорті.
До Закону про ставки і лотереї 1960 року ставки по телефону були законними. Ігровий закон 1968 року лібералізував цю сферу, дозволивши відкриття нових казино. Першою популярною грою стала «кеммі» (різновид бакари), яку популяризував клуб «Клермон» у Лондоні.
1993 року було створено Державну лотерею Британії («Національна лотерея»). Під цим брендом проводиться кілька постійних розіграшів, включаючи Lotto та Thunderball. 2004 року Національна лотерея запровадила загальноєвропейську «суперлотерею» EuroMillions.
Закон про азартні ігри 2005 року дозволив будівництво великих казино в стилі курорту, хоча і під жорстким контролем держави. Багато міст претендують на розміщення одного з так званих «суперказино», схожим на ті, що працюють у Лас-Вегасі.

30 січня 2007 року Манчестер став першим містом, де мало з'явитися суперказино. 29 березня 2007 року Палата лордів закликала уряд переглянути плани щодо суперказино в Манчестері, натомість було запроповано відкрити 16 менших казино. 2007 року тодішній прем'єр-міністр Гордон Браун заявив, що уряд не буде продовжувати плани щодо суперказино в Манчестері.

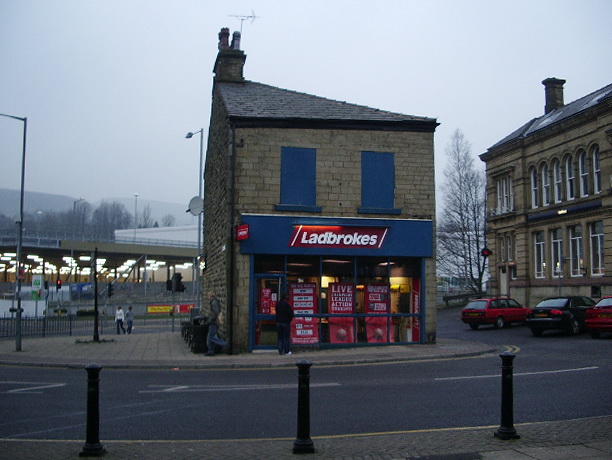
Букмекерський салон Ladbrokes у місті Ротеншталл, Ланкашир.

У лютому 2011 року медіамагнат Річард Десмонд оголосив про запуск «Лотереї здоров'я» з метою щорічно збирати мінімум 50 млн фунтів для благодійних організацій, пов'язаних зі здоров'ям. Квитки коштують 1 фунт, а 20 пенсів йдуть на благодійні потреби.
За даними дослідження Оксфордського університету щодо ігрових звичок, що провели аналіз банківських даних 100 тис. британців за 2012—2018 рік, завзяті гравці в середньому витрачали 1345 фунтів щороку, нерегулярні гравці — 125 фунтів на рік.
2020 року сфера азартних ігор зазнала суттєвого зниження через пандемію COVID-19. У березні було закрито на карантин більшість розважальних закладів країни, включно з наземними казино. Поступово роботу казино та розважальних майданчиків почали дозволяти з 15 серпня. Зокрема, влада Уельсу однією з останніх дозволила роботу казино, яких у регіоні працювало 4.

Доходи від ставок на спорт знизилися на 21,4 % (до 164,4 млн фунтів), а доходи від організації ігор у покер зменшились на 58 % у порівнянні з 2019-м. Після різкого скорочення надходжень до бюджету, уряд Британії запланував перегляд Закону про азартні ігри (англ. Gambling Act) від 2005 року, введеного урядом Тоні Блера. Завдяки цьому закону Британія має один з найліберальніших гральних ринків в світі.

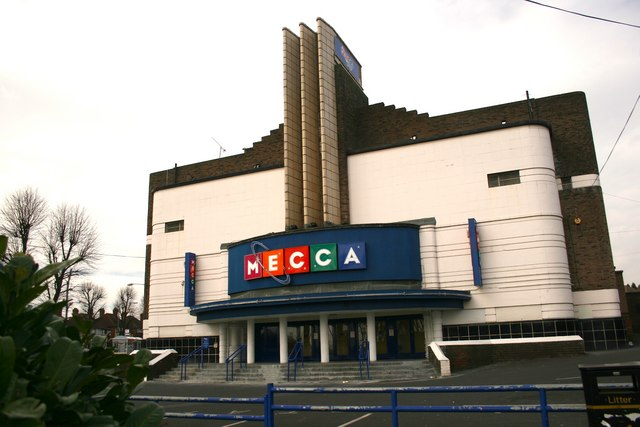
Бінго-зал Мекка в Бірмінгемі

2020 року в Британії офіційно було 24 млн гравців у казино, з них 10,5 млн грали онлайн, при цьому 8 % (або 800 тис.) грали з використанням кредитних грошей. 22 % з них вважаються Британською комісією проблемними гравцями. З огляду на це, з квітня 2021 року в Британії було заборонено використовувати кредитні картки для участі в азартних іграх.
Восени 2020-го Британське управління перегонів (British Horseracing Authority) разом з благодійною організацією Racing to School створили онлайн-платформу Racing2Learn, що має пропагувати відповідальне ставлення до азартниз ігор і до ставок на перегони зокрема.
За даними британської Комісії з азартних ігор, карантин під час пандемії COVID-19 позитивно вплинув на ринок онлайнових казино, який суттєво виріс нарівні з валовим доходом (GGY), що збільшився на 29 %. Число онлайн-сесій з тривалістю більше години зросла на 12 % наприкінці року.

## Регулювання
Азартні ігри у Великій Британії регулюються Комісією з азартних ігор (англ. UKGC) від імені урядового Департаменту з питань цифрових технологій, культури, медіа та спорту (DCMS) відповідно до Закону про азартні ігри 2005 року. Цей Закон, зокрема, запровадив нову структуру захисту для дітей та дорослих з вразливих категорій, а також запровадив регулювання інтернет-казино.
Восени 2020-го Комісія з азартних ігор Британії (англ. UKGC) почала співпрацю з Facebook, метою є надання рекомендацій для обмежень та регулювання реклами азартних ігор у соцмережі. Комісія розробила набір порад для користувачів (advertising technology challenge), які зможуть налаштувати новинну стрічку, щоб знизити ймовірну шкоду від реклами азартних ігор. 2019 року комісія з азартних ігор почала партнерство з Twitter, щоб виробити аналогічне керівництво. Окрім того, в жовтні 2020-го було запроваджено зміни до закону про відмивання грошей та фінансування тероризму, згідно яких, оператори були зобов'язані проводити електронну перевірку своїх клієнтів.

## Оподаткування
До 2001 року використовувалось оподаткування спортивних ставок у розмірі 6,75 %, після чого його замінили на 15%-й податок на валовий прибуток.
Лише індустрія ставок станом на січень 2010 року склала 6 млрд. фунтів, тобто 0,5 % ВВП. В цій сфері працюють понад 100 тис., що приносить державі 700 млн фунтів податків щороку.
З жовтня 2021 року біло піднято мінімально дозволений вік для участі в азартних іграх: для участі в Національній лотереї вік підняли з 16 до 18 років.

## Регіони

### Бермудські острови
2015 року уряд Бермудів затвердив законодавство про азартні ігри, але протягом 6 років вирішував питання з місцевими банками. Врешті, на 2021 рік було заплановано відкриття перших казино на островах. Вони будуть частиною інтегрованих курортів, а не окремими закладами. Всього у провінції було дозволено видати ліцензії до 4-х курортів, тим часом оператор Hamilton Princess отримав тимчасову ліцензію від комісії на гемблінг. У січні 2021 року уряд затвердив нову правову базу, що має регулювати гральну індустрію, завдяки чому Комісія з азартних ігор стала повністю залежною від держави. Влада таким чином хоче розвивати цей ринок, щоб підвищити об'єм туризму.

### Гібралтар
Азартні ігри у Гібралтарі легальні й контролюються державою, цей ринок входить до економіки Британії й регулюється Законом про азартні ігри Великої Британії 2005 року. Регулювальний орган Гібралтару — Асоціація азартних ігор та ставок Гібралтару.

### Північна Ірландія
Азартні ігри у Північній Ірландії легальні й контролюються державою, даний ринок входить до економіки Британії й регулюється Законом про азартні ігри Великої Британії 2005 року. При цьому, робота наземних казино в регіоні заборонена.

### Уельс
Азартні ігри є важливою частиною уельської економіки, вона є легальною й контролюється державою, входить до економіки Британії й регулюється Законом про азартні ігри Великої Британії 2005 року. В Уельсі діють 366 букмекерських контор і 3 наземних казино, де працює 2 тис. людей.

### Шотландія
Азартні ігри — це популярне заняття та частина культури Шотландії. Наземні казино розташовано у чотирьох містах: Абердин, Данді, Единбург та Глазго. Найбільше казино в Шотландії — це Alea в Глазго, що вміщує до 1,800 відвідувачів.